# Emerson Royal
Emerson Royal, właśc. Emerson Aparecido Leite de Souza Junior (ur. 14 stycznia 1999 w São Paulo) – brazylijski piłkarz, występujący na pozycji obrońcy we włoskim klubie A.C. Milan oraz w reprezentacji Brazylii. Srebrny medalista Copa América 2021.

## Kariera klubowa
Podczas kariery juniorskiej Emerson występował w takich klubach jak Condor, Unidos da Cordenonsi, Guanabara, SE Palmeiras, São Paulo FC, Grêmio czy też AA Ponte Preta. W 2017 roku zadebiutował w seniorskiej drużynie AA Ponte Preta. Po dwóch latach w tej drużynie został piłkarzem Atlético Mineiro. W styczniu 2019 roku FC Barcelona i Real Betis przeprowadziły wspólny transfer Emersona. W ramach niego Emerson przeszedł na półroczne wypożyczenie do Realu Betis a lipcu FC Barcelona wykupiła piłkarza z Atlético Mineiro. W lipcu jednak ponownie dołączył do Betisu, który wykupił go z Barcelony za 6 milionów euro, natomiast FC Barcelona zachowała sobie prawo pierwokupu piłkarza za 6 milionów euro w 2021 roku, lub 50% z zysku w przypadku wcześniejszego transferu do innego klubu.

## Kariera reprezentacyjna
W 2017 roku Emerson zadebiutował w reprezentacji Brazylii do lat 20. W 2019 roku po raz pierwszy zagrał w reprezentacji Brazylii do lat 23. W seniorskiej reprezentacji Brazylii zadebiutował 19 listopada 2019 roku w towarzyskim meczu przeciwko reprezentacji Korei Południowej.

## Statystyki kariery
Stan na 29 sierpnia 2021
| Klub             | Sezon      | Liga  | Liga | Puchar kraju | Puchar kraju | Kontynentalne | Kontynentalne | Inne  | Inne | Razem | Razem |
| Klub             | Sezon      | Mecze | Gole | Mecze        | Gole         | Mecze         | Gole          | Mecze | Gole | Mecze | Gole  |
| ---------------- | ---------- | ----- | ---- | ------------ | ------------ | ------------- | ------------- | ----- | ---- | ----- | ----- |
| AA Ponte Preta   | 2016       | 0     | 0    | —            | —            | —             | —             | —     | —    | 0     | 0     |
| AA Ponte Preta   | 2017       | 3     | 0    | 1            | 0            | 0             | 0             | 2     | 0    | 6     | 0     |
| AA Ponte Preta   | 2018       | 0     | 0    | 5            | 0            | —             | —             | 14    | 1    | 19    | 1     |
| AA Ponte Preta   | Razem      | 3     | 0    | 6            | 0            | 0             | 0             | 16    | 1    | 25    | 1     |
| Atlético Mineiro | 2018       | 23    | 1    | —            | —            | —             | —             | —     | —    | 23    | 1     |
| Real Betis       | 2018/19    | 6     | 0    | 0            | 0            | 1             | 0             | —     | —    | 7     | 0     |
| Real Betis       | 2019/20    | 33    | 3    | 1            | 0            | —             | —             | —     | —    | 34    | 3     |
| Real Betis       | 2020/21    | 34    | 1    | 4            | 1            | —             | —             | —     | —    | 38    | 2     |
| Real Betis       | Razem      | 73    | 4    | 5            | 1            | 1             | 0             | –     | –    | 79    | 5     |
| FC Barcelona     | 2021/22    | 3     | 0    | 0            | 0            | 0             | 0             | 0     | 0    | 3     | 0     |
| W karierze       | W karierze | 98    | 5    | 11           | 1            | 1             | 0             | 16    | 1    | 130   | 6     |

## Sukcesy

### Klubowe
AA Ponte Preta
- Campeonato Paulista: 2018

### Reprezentacyjne
- Turniej w Tulonie: 2019